# Rettung St. Gallen
Die Rettung St. Gallen AG ist die Rettungsorganisation des auf den 1. Januar 2025 entstandenen Unternehmens HOCH Health Ostschweiz, zu dem die  bislang vier Spitalverbunde «Kantonsspital St.Gallen», «Spitalregion Rheintal Werdenberg Sarganserland», «Spital Linth» und «Spitalregion Fürstenland Toggenburg» fusionierten. Sie ist eine der grössten rettungsdienstlichen Organisationen der Schweiz und deckt mit insgesamt 11 Stützpunkten und 25 Fahrzeugen ein Gebiet von 1‘780 Quadratkilometern und damit einen Grossteil des Kantons St. Gallen ab. Ausgenommen ist lediglich die Spitalregion Linth, welche seit April 2007 durch die Ende 2006 gegründete Rettungsorganisation für den Raum Zürichsee – Oberland – Linth, die Regio 144 AG in Rüti ZH, versorgt wird.
Im Jahr 2021 leistete die Rettung St. Gallen 19'300 Primäreinsätze, davon 3000 Notarzteinsätze und zusätzlich rund 9500 Verlegungstransporte. Damit wurden zum ersten Mal über 30'000 Einsätze geleistet, das sind rund 12 % mehr als im Vorjahr. Die geforderte Hilfsfrist von maximal 15 Minuten in mindestens 90 % aller Fälle konnte dabei im ganzen Versorgungsgebiet eingehalten werden.

## Geschichte
Im Jahr 2014 gründeten die Spitalverbünde «Kantonsspital St. Gallen» und «Spitalregion Fürstenland Toggenburg» für ihre Rettungsdienste die gemeinsame Organisation Rettung St. Gallen. Wie von Beginn weg geplant, wurde der Rettungsdienst der «Spitalregion Rheintal-Werdenberg-Sarganserland» im folgenden Jahr integriert. Auslöser war die Änderung im kantonalen Leistungsauftrag an die Spitalregionen, anstatt bisher 80% neu wie vom IVR gefordert 90 % der dringenden Einsätze innert 15 Minuten erreichen zu müssen. Durch den Zusammenschluss konnten die Zusammenarbeit vereinfacht und Stützpunkte nach Bedarf verschoben werden. Im Jahr 2018 erreichte die Rettung St. Gallen in allen Regionen erstmals die Einhaltung der geforderten Hilfsfrist in über 90 % der Einsatzfälle.

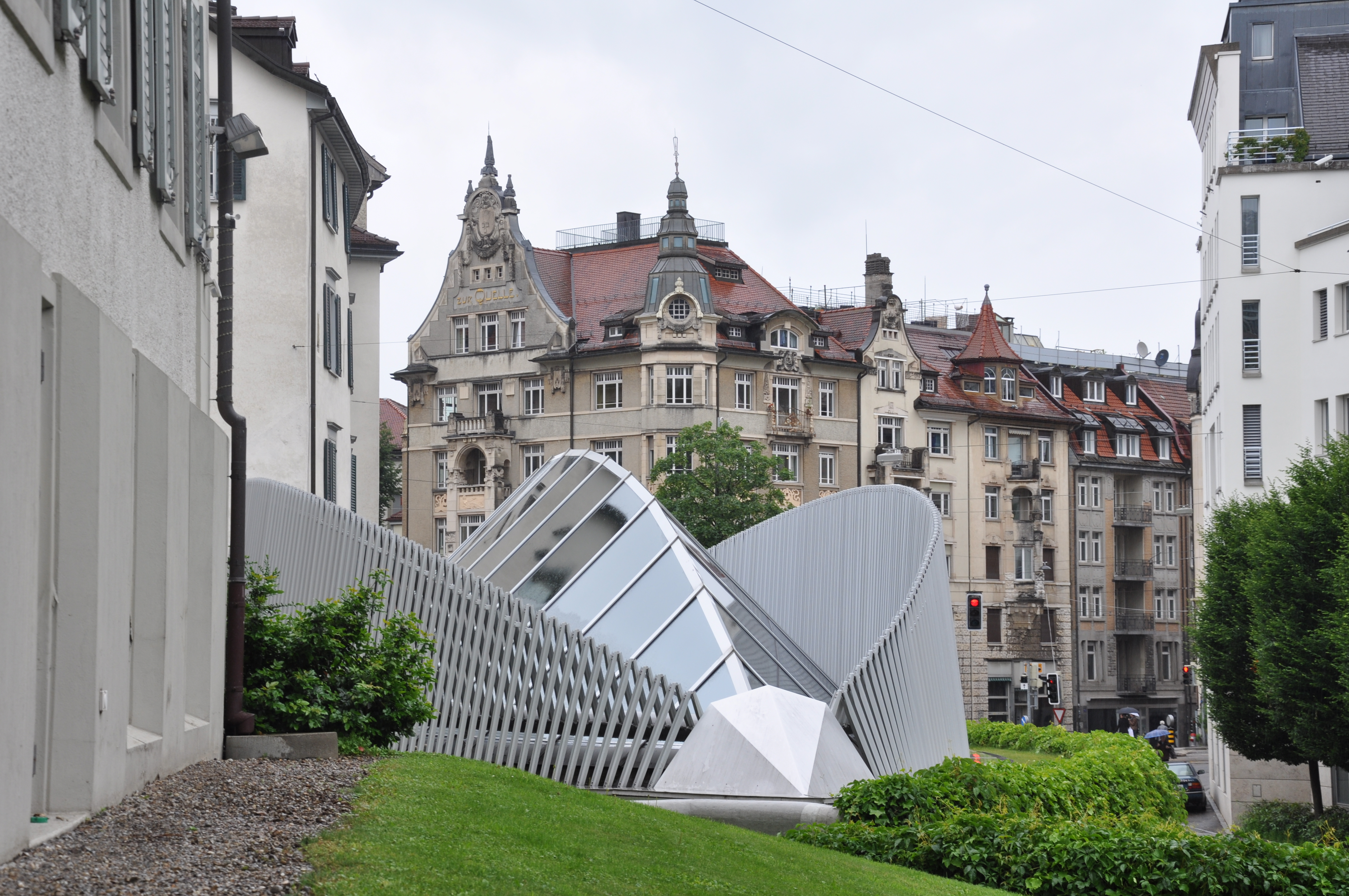
Von aussen sichtbarer Teil der Notrufzentrale des Architekten Santiago Calatrava

Erreichbar war die Rettung zunächst über die nach einer 10-jährigen Planungs- und Bauphase im Mai 1999 in Betrieb genommene Kantonale Notrufzentrale (KNZ) in dem vom Architekten Santiago Calatrava entworfenen Gebäude («Calavatra-Gebäude») nördlich des Karlstors am südöstlichen Rand des Stiftsbezirks von St. Gallen. Hier gingen die Notrufe aus den Schweizer Kantonen St. Gallen, Appenzell Ausserrhoden, Appenzell Innerrhoden und Kanton Glarus ein.
2023 hatte die bisherige KNZ ihre Nutzungsdauer erreicht. Zudem stieß der Betrieb der KNZ räumlich an seine Grenzen. Bis aber das geplante neue Sicherheits- und Verwaltungszentrum voraussichtlich im Jahr 2033 in Betrieb genommen werden kann, bedurfte es einer Übergangslösung für die Notruf- und Einsatzleitzentrale (NEZ) der Kantonspolizei St.Gallen. Im Obergeschoss des St. Galler Einkaufszentrums Lerchenfeld werden bis Ende 2024 Räume für eine vorübergehende NEZ umgebaut. Dort steht der Bevölkerung dann weiterhin eine Notrufzentrale für die Notrufnummern 112 (internationaler Notruf), 117 (Polizei), 118 (Feuerwehr) und 144 (Sanität) zur Verfügung.
Anfang Dezember 2023 wurde die Rettung St.Gallen in eine Aktiengesellschaft überführt. Im Februar 2025 kommt es zum Wechsel in der Unternehmensleitung. Nach 32 Jahren bei der Rettung St. Gallen geht Günter Bildstein in Pension und tritt Christian Hollenstein dessen Nachfolge an.

## Kooperationen

### Sicherheitsverbund Wil, FWZSSG
Seit 2005 steht für den Notarztdienst (bis 2014 Anästhesiepflege) der Region Wil ein Fahrer des Sicherheitsverbundes zur Verfügung. Die Rettung St. Gallen stellt Fahrzeug und Ausrüstung zur Verfügung. Nach dem gleichen Modell wird seit November 2018 auch in St. Gallen das Notarzteinsatzfahrzeug durch Angehörige der Berufsfeuerwehr St. Gallen (FWZSSG) gefahren. Am Einsatzort unterstützen die Feuerwehrleute das Rettungsteam in assistierender Funktion.

### Private Rettungsdienste
Im Oberen Toggenburg bestand seit 2006 eine enge Zusammenarbeit mit der ehemaligen Rettungsdienst Obertoggenburg AG, welche das Gebiet mehr als 50 Jahren versorgt hatte und einen Rettungswagen sowie ein Verlegungsfahrzeug betrieb. Seit 2015 betreibt die VGS Schweiz AG als Kooperationspartner selbstständig den Stützpunkt Rheineck, seit 2020 ebenfalls den Stützpunkt Oberes Toggenburg und Tübach.

### Senioren Notruf Sawires AG
Seit 2015 besteht eine Kooperation mit der Senioren Notruf Sawires AG. Diese betreibt eine eigene Notrufzentrale, auf der die Hilfegesuche der Kunden ankommen. Im Einsatzgebiet der Rettung St. Gallen bilden dessen Teams das Einsatzteam des Dienstes.

### Firstresponder
Die meisten Feuerwehren im Kanton St. Gallen verfügen über eine Firstresponder Gruppe. Sie übernehmen die erweiterte Erste Hilfe, bis die Rettung eintrifft. Diese Gruppen bestehen aus Feuerwehrleuten und Mitgliedern der Samaritervereine. (Die meistens in die Feuerwehr integriert sind). Zumeist fahren sie mit einem Einsatzfahrzeug der Feuerwehr an die Notfallstelle. Die Einsatzfahrzeuge sind mit der entsprechenden Ausrüstung wie einem Defibrillator und für das Atemwegsmanagement mit Larynxtuben ausgerüstet. Die Rettung St.Gallen bildet die Gruppen aus.  Pro Jahr führen die Firstresponder drei bis vier praktische Übungen unter der Leitung der Rettung St. Gallen durch. Dazu kommen Aus- und Fortbildungen die von der Abteilung «externe Schulungen der Rettung St.Gallen» durchgeführt werden.

## Finanzen
Ähnlich wie die Spitalregionen muss die Rettung St. Gallen selbsttragend sein. Dies bedeutet im Umkehrschluss, dass die Kosten der Vorhalteleistung (und ein Grossteil der Katastrophenvorsorge) auf die Patienten abgewälzt wird, was Kritik des Preisüberwachers nach sich zog. Seither wurde das Thema in der öffentlichen Wahrnehmung nicht weiter beachtet. Radio FM 1 bezeichnete die St. Galler Rettung als «Das teuerste ‹Taxi› der Schweiz». Die SRF-Sendung «Kassensturz» berichtete über «2500 Franken für 62 Kilometer - Horrende Preise für Ambulanzfahrt». Günter Bildstein von der Rettung St. Gallen erklärte, dass im Gegensatz zu anderen Kantonen die Rettung St. Gallen keine Subventionen erhielte. Natürlich müsse man sich schon über die Kosten wundern. Zum Vergleich: Ein Einsatz mit einem Rettungshubschrauber kostet zwischen 3000 und 5000 Franken.

## Sim911
Entscheidungsbasis für die Zusammenlegung der früheren Rettungsdienste und Verschiebung der Standorte ist das Simulationsmodell «Sim911» der Fachhochschule St. Gallen. Das Modell verwendet historische Daten aus den vergangenen Einsätzen über mehrere Jahre. Diese umfassen Einsatzort und -zeit, Dispositionsstrategie, Stützpunkte, Fahrzeuge und Dienstzeiten. Auf dieser Basis kann anschliessend die Veränderung simuliert werden, die das Eröffnen/Verschieben/Schliessen eines Stützpunktes oder das Verändern der Dienstzeiten auf die Einsatzzahlen ausmacht. Damit können risikofrei Aussagen über die Qualität von geplanten Massnahmen gemacht werden.
Die praktische Umsetzung der simulierten Massnahmen zeigte bei mehreren Schweizer Rettungsdiensten messbare Verbesserungen. So konnten ohne zusätzliche Einsatzmittel und entsprechende Mehrkosten die Hilfsfristen gesteigert werden, allein durch Umverteilung der Ressourcen. Die Fachhochschule St. Gallen hat zum Thema ein Übersichtsposter veröffentlicht.